# AJJ
AJJ — американський фолк-панк-гурт із міста Фінікс, штат Аризона, заснований у 2004 році під назвою Andrew Jackson Jihad. Їхні тексти охоплюють теми сором'язливості, бідності, людства, релігії, залежності, екзистенціалізму та політики. Співак/гітарист Шон Боннетт і басист Бен Ґаллаті були співзасновниками гурту та залишалися його єдиними постійними учасниками. На сьогодні гурт випустив вісім студійних альбомів, а їхній останній, Disposable Everything, вийшов 26 травня 2023 року.

## Діяльність

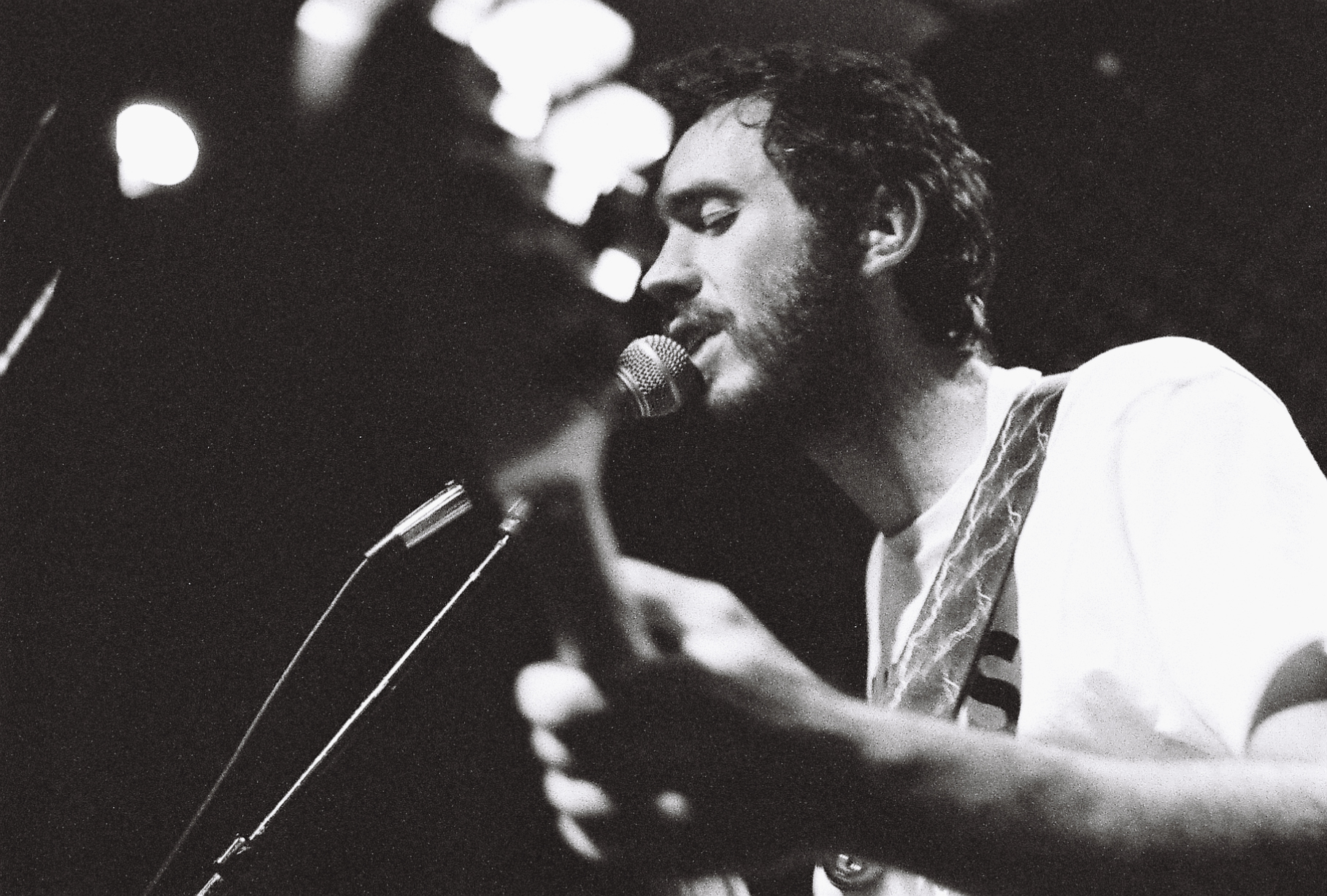
Бен Галлаті, басист

AJJ (раніше знаний як Andrew Jackson Jihad) був створений Шоном Боннеттом, Беном Ґаллаті та барабанщиком Джастіном Джеймсом Вайтом, який незабаром покинув гурт. Вони записали перший альбом гурту Candy Cigarettes &amp; Cap Guns, виданий лейблом Audioconfusion Manifesto у 2005 році.
15 квітня 2006 року гурт виступав на виставці New Times Music Showcase 2006, була номінована на найкращий американський гурт та здобула нагороду Best of Phoenix пізніше того ж року.
У 2007 році вони випустили спліт-лонгплей з Ghost Mice на Plan-It-X-Records. Після цього 11 вересня 2007 року Asian Man Records випустили свій другий повноформатний альбом People Who Can Eat People Are the Luckiest People in the World.
У 2008 році гурт був частиною туру Asian Man Records «Making Punk Fun Again» разом із The Queers, Bomb the Music Industry!, Lemuria та Kepi Ghoulie. У 2008 році також вийшов «Only God Can Judge Me», переважно акустичний EP на Plan-it-X Records.
У 2009 році третя платівка гурту Can't Maintain вийшла на лейблі Asian Man Records. Вони гастролювали по США з Kepi Ghoulie and Partners у 818. На той момент гурт складався з Боннетта, Ґаллаті, Дікона Бачелора на барабанах і Престона Брайанта на гітарі та клавішних.
У 2010 році гурт гастролював по США з Blunt Mechanic, по Європі з Kepi Ghoulie і по західному узбережжю з Royal Monsters.
У 2011 році гурт вирушив у свій другий європейський тур. Вони також грали на таких фестивалях, як Plan-It-X Fest і 15-річчя Asian Man Records. До гурту приєднався Марк Ґлік, який доповнив звук партіями віолончелі. Четвертий повноформатний альбом, Knife Man, вийшов 20 вересня на лейблі Asian Man Records і на касеті на лейблі Lauren Records. На підтримку цього запису гурт взяв участь у повному турі по США з Frank Turner і Into It. Over It.
2012 рік був насиченим роком значних гастролей. У березні гурт здійснив тур із Laura Stevenson і ROAR, за яким швидко виникнув ще один тур у квітні з Joyce Manor і Treasure Fleet. У вересні гурт дав низку коротких шоу з Against Me! і Joyce Manor, а потім повний тур по США з Future of the Left і Jeff Rosenstock.
2013 став ще одним насиченим роком для гурту. У квітні Боннет вирушила в сольний тур з Ієном Гремом із гурту Cheap Girls. Він також працював над треком із Sole, який вийшов у травні. У вересні перший концертний альбом гурту «Live at the Crescent Ballroom» вийшов на Asian Man Records і на касеті на Lauren Records. У листопаді гурт вирушив в турне по західному узбережжю з The Gunshy. У червні гурт записав новий альбом під назвою Christmas Island з John Congleton і членами їх повного гастрольного складу Престоном Брайантом і Діконом Батчелором. Альбом вийшов 6 травня 2014 року на Side One Dummy Records.
У 2016 році гурт офіційно змінив назву з «Andrew Jackson Jihad» на AJJ (псевдонім, який багато їхніх шанувальників використовували для позначення їх протягом кількох років). У заяві на веб-сайті гурту Боннет написав: «1.) Ми не мусульмани, тому для нас є неповагою та безвідповідальністю використовувати слово джихад у назві нашого гурту. 2.) Ми більше не хочемо бути живим нагадуванням про президента Ендрю Джексона. Якою б цікавою історичною особою він не був, він був одіозною особою, і наше захоплення ним застаріло»
28 червня 2016 року AJJ анонсували свій 6-й студійний альбом,The Bible 2, а також трек-лист і пакети для попереднього замовлення. Гурт також випустив кліп на головний сингл альбому «Goodbye, Oh Goodbye». Кліп є стильовою пародією на вірусний відеоролик до музичних кліпів гурту OK Go. 1 серпня 2016 року вийшов кліп на пісню «Junkie Church».
У 2017 році гурт випустив EP на Lauren Records з новим матеріалом під назвою Back in the Jazz Coffin, що складається з акустичних пісень. Вони також випустили концертний альбом Decade of Regression як ексклюзив до Дня магазину звукозаписів.
У серпні 2017 року, після того, як Кріса Клавіна з Plan-It-X Records «звинуватили та визнали модель сексуального насильства», AJJ забрали свою музику з лейбла та перевипустили її самі.
30 жовтня 2019 року AJJ анонсували новий студійний альбом під назвою Good Luck Everybody. Це оголошення збіглося з випуском «A Poem», головного синглу з альбому. Після ще трьох синглів і двох музичних відео, для «Mega Guillotine 2020» і «Loudmouth», Good Luck Everybody вийшов 17 січня 2020 року. На відміну від попередніх випусків, Good Luck Everybody видається самостійно під новим лейблом під назвою «AJJ unlimited LTD». Пізніше того ж року, після виходу альбому, гурт поділився кавером на пісню Silver Jews «Candy Jail» для ініціативи «Songs That Saved My Life», а також окремим синглом «Horsehair Vase» з підтримкою кавер на пісню «You, Swan, Go On» від Mount Eerie. Ця структура була використана для наступного окремого синглу гурту у 2021 році, «I Wanna Be Your Dog 2», який супроводжувався кавер-версією «Motor Away» гурту Guided by Voices.

## Члени гурту
| Дійсні - Шон Бонетт — головний вокал, акустична гітара (2004–досі) - Бен Ґаллаті — бас гітара, подвійний бас, бек-вокал (2004–досі) - Престон Браянт — електрогітара, клавішні, бек-вокал (2009–досі) - Марк Глік — віолончель, баритон гітара (2011–досі) - Кевін Хігучі — барабани, ударні (2022–досі; у турі 2021—2022) | Колишні - Джастін Джеймс Уайт — барабани, ударні (2004) - Джон де ла Круз — барабани, ударні (2004—2007) - Стівен Стейнбрінк — електрогітара, бек-вокал (2006—2008) - Дікон Батчелор — ударні, барабани (2007—2016) - Ділан Кук — мандоліна (2007—2013) - Метт Кіган — тромбон (2009) - Чейз Камп — ударні, барабани (2016; у турі) - Оуен Еванс — ударні, барабани (2016—2021; у турі) |

## Дискографія
| Студійні альбоми - Candy Cigarettes & Cap Guns (2005) - People Who Can Eat People Are the Luckiest People in the World (2007) - Can't Maintain (2009) - Knife Man (2011) - Christmas Island (2014) - The Bible 2 (2016) - Good Luck Everybody (2020) - Disposable Everything (2023) Концертні альбоми - Live at Trunk Space 08/25/05 (2006) - Live at the Bottom of the Hill (2011) - Live at The Crescent Ballroom (2013) - Live at Knitting Factory (2015) - Decade of Regression (2017) - AJJ on Audiotree Live (2018) - Live at Third Man Records (2019) Мініальбоми - Issue Problems (2006) - Art of the Underground Volume 19 (2007) - Plant Your Roots (2007) - Only God Can Judge Me (2008) - Operation Stackola (2009) - Holiday In(n) Gainesville (2009) - Back in the Jazz Coffin (2017) | Спліт-альбоми - Andrew Jackson Jihad / Flaspar / Golden Boots (2006) - Andrew Jackson Jihad / Ghost Mice (2007) - Andrew Jackson Jihad / French Quarter (2007) - Andrew Jackson Jihad / Partners in 818 (2007) - Andrew Jackson Jihad / Mischief Brew (2009) - Andrew Jackson Jihad / Cobra Skulls — Under The Influence Vol. 6 (2009) - Andrew Jackson Jihad / Apocalypse Meow — Pug Life (2009) - Andrew Jackson Jihad / The Gunshy (2010) - Andrew Jackson Jihad / Father's Day / Porches / Treasure Mammel — The Chronicles of Sheriff Joe Arpaio (2010) - Andrew Jackson Jihad / O Pioneers!!! (2011) - Andrew Jackson Jihad / Roar — Recorded At a Record Store 2 (2015) Збірки - Only God Can Judge Me and More (2008) - Candy Cigarettes, Capguns, Issue Problems! and Such (2011) - I Think We Should Stay Away From Each Other (Lauren Records 2011) - An Asian Man Christmas (2011) - Rompilation (2012) - Rompilation 2.0: The Digitizing (2014) - Ugly Spiral: Lost Works 2012—2016 (2018) Демо-альбоми - Holey Man, Holy War (2004) - Demo II (2004) - Demo III (2004) - Home Style (Recordings) (2010) |